# Lucienne Höppner
Lucienne Höppner (* 20. Juli 1994) ist eine ehemalige deutsche Skispringerin.

## Werdegang
Höppner startet seit 2002 bei nationalen Wettbewerben. In der Saison 2006/07 gewann sie die Gesamtwertung des Erzgebirgs-Vogtlandcups. Von 2007 bis 2014 trainierte sie am Bundesstützpunkt in Klingenthal. Am 10. August 2008 gab Höppner in Bischofsgrün ihr Debüt im Continental Cup und belegte den 50. Platz. Drei Tage später belegte sie in Pöhla den 59. Platz. Am 8. August 2009 startete Höppner in Bischofsgrün wieder im Continental Cup und belegte den 50. Platz. Beim zweiten Springen wurde sie 43. Beim Continental Cup in Baiersbronn im Rahmen der FIS-Ladies-Winter-Tournee 2010 belegte Höppner die Plätze 43 und 42. In der Gesamtwertung der Tournee belegte sie den 48. Platz. Bei den OPA-Spielen in Eisenerz gegen Ende der Saison 2009/10 wurde Höppner Siebte. Im Sommer 2010 erreichte sie, als sie zweimal 39. wurde ihre bisher besten Continental-Cup-Ergebnisse. In dieser Saison ging Höppner regelmäßig beim Ladies Cup. Ihre besten Ergebnisse waren drei dritte Plätze. In der Gesamtwertung wurde sie Vierte. Im Rahmen der FIS-Ladies-Winter-Tournee 2011 startete sie in Hinterzarten. Nachdem sie beim ersten Springen nur 48. wurde, belegte sie beim zweiten Springen den 42. Platz. Bei den OPA-Spielen 2011 in Baiersbronn belegte Höppner den elften Platz. Bei den Deutschen Meisterschaften im Skispringen der Damen 2011 belegte sie den zehnten Platz. Nachdem Höppner beim Continental Cup in Bischofsgrün im ersten Springen als 44. den 2. Durchgang noch deutlich verpasste, holte sie beim zweiten Springen als 30. den ersten COC-Punkt in ihrer Karriere. Am 7. Januar 2012 gab sie ihr Debüt im Weltcup in Hinterzarten, wurde 39. und 37. und verpasste jeweils knapp den zweiten Durchgang. Bei den deutschen Meisterschaften 2012 der Juniorinnen in Hinterzarten sprang sie auf den sechsten Platz und bei den Damen wurde sie Achte. Im Alpencup 2012/13 erreichte sie in Pöhla den vierten Platz und zwei weitere Top-Ten-Plätze.